# 四川貴州總督
四川貴州總督，為明朝成化年間設立的一個暫時總督職位，由兵部尚書程信兼任總督。目的是平叛四川南部與貴州交界處民變。

## 概述
- 成化三年，設立，轄區包括四川南部、貴州北部等地。
- 成化四年，因平定結束而罷絀[1]。